# Bab el Allouj

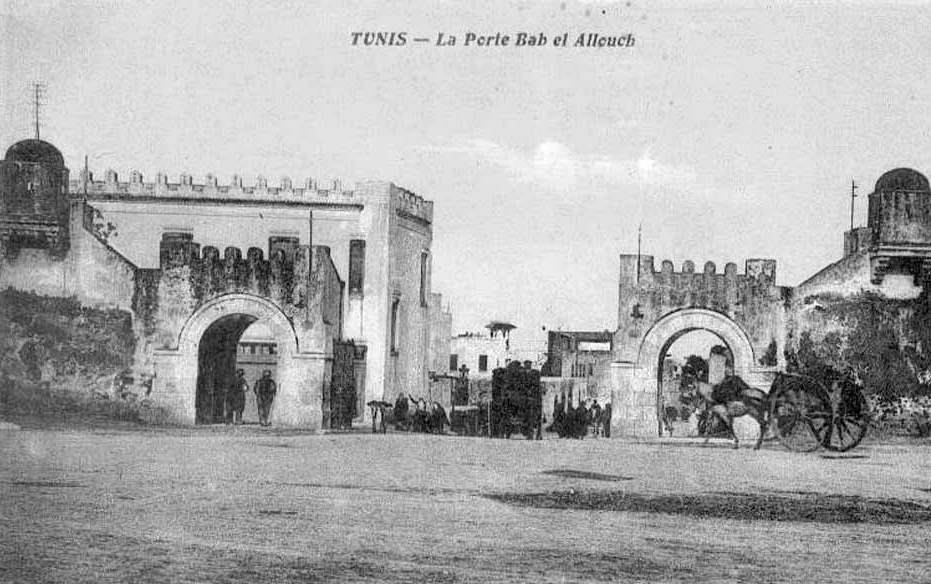
De Bab el Allouj in 1900.

De Bab el Allouj (Arabisch: باب العلوج) is een stadspoort aan de rand van de Tunesische hoofdstad Tunis. De poort is gebouwd onder het bewind van sultan Abû lshâq Ibrâhîm al-Mustansir van Hafsiden en wordt ook wel Bab er-Rehiba genoemd; letterlijk Poort van het kleine plein.